# Садовый измельчитель
Измельчитель веток (другие названия: садовый измельчитель, «чиппер» — от англ. chip — щепка; «шредер» — от нем. schredder — измельчитель) — устройство, предназначенное для измельчения растительных остатков (ветвей, стеблей, листьев и т. п.).
Измельчители обычно состоят из бункера с воротником, самого механизма измельчителя и дополнительного контейнера для сбора щепы.
Садовый измельчитель веток помогает быстро утилизировать растительные материалы (ветки, сучья, стволы небольших деревьев, траву, листву и т. д.) путём их дробления (перемалывания) для уменьшения объёма и удобства транспортировки, а также для удобства дальнейшего использования в качестве мульчи, покрытия садовых дорожек, приготовления удобрений и др.
Применяются в основном в парковых и садовых хозяйствах. Также выпускаются менее производительные садовые измельчители для использования на приусадебных и дачных участках.

## Виды измельчителей
Режущая система садовых измельчителей бывает следующих видов: Flex-a-Line, Turbine-Cut, валковая, молотковая, ножевая, сэндвич, в виде клина, фрезы, шестерёнки.
- Система мульчирования Flex-a-Line используется без ножей. Вместо них используется тримерная леска. Не может измельчать кусты и ветки.
- Режущая система Turbine-Cut состоит из вращающейся турбины. Режет материал острыми лезвиями под косым углом. Это позволяет резать толстые ветки до 4,5 см.
- Валковая режущая система измельчителей подходит для резки мелких веток и кустов. Режущая система в виде клина используется для дровоколов.
- Молотковая режущая система подойдет для маленьких веток. Садовые измельчители с такой режущей системой недорогие.
- Ножевая режущая система — одна из самых популярных. Садовые измельчители с ножевой режущей системой измельчают ветки, траву, плоды и листья при помощи двух ножей, которые вращаются в одной плоскости.
- Режущая система «Сэндвич» подходит для всех видов мусора: толстых веток, мягких растений, листьев и прутьев. Представляет собой дисковый нож с низким уровнем шума с поворотными ножами.
- Режущая фреза — подходящее оборудование для твердого мусора с преобладанием древесных отходов.
- Режущая система в виде шестерёнок представляет собой систему вращающихся шестерёнок. Измельчители с этой режущей системой более дорогие и тихие. Плохо перерабатывают мягкие отходы.

## Типы измельчителей
Обычно измельчители имеют либо электрический, либо бензиновый двигатель, который может быть как двух- так и четырёхтактным. Могут быть стационарными, либо совмещёнными с садовыми пылесосами.
- Электрический измельчитель как правило стационарный (колеса предназначены исключительно для перемещения на небольшие расстояния), зависим от источников питания и предназначен для работ на небольших садовых участках. Мощность, как правило, 1800-3000 Вт, максимальный диаметр перерабатываемых веток не более 40 мм.
- Бензиновый измельчитель может быть как стационарным, так и перемещаемым вручную или как прицепом к садовым тракторам, поэтому может быть рекомендован как владельцам больших участков, так и работникам садово-парковых хозяйств.
- Колесные садовые пылесосы-измельчители предназначены для работы в больших садово-парковых хозяйствах. Их особенность состоит в том, что пылесос может засасывать практически все, что необходимо убрать с газона (не только ветки и листву, но и мелкие камни, комья земли, пробки, пластиковые бутылки и тарелки, пивные банки).

Так же измельчители различают по способу агрегатирования
- Навесные — доставляется на объект и не требует затрат на установку.
- Прицепные — транспортируются на объект, работают в большинстве своём от автономного двигателя.
- Измельчённые ветки рядом с измельчителемАвтономные

## Основные характеристики
- Безопасность и удобство работы. Наличие шумоподавления, систем защиты от вибрации, электрозащиты и функций быстрого запуска двигателя — важные компоненты удобства и безопасности измельчителя.
- Шумность. Тип двигателя и мощность определяют другой параметр — шум. Чем выше мощность, тем больше шума создаёт измельчитель. Маломощные электрические считаются самыми тихими.
- Габариты и вес. Бензиновый измельчитель весом в 75 кг — для обслуживания крупных участков. Для небольших участков (5..15 соток) — измельчители весом от 5 до 20 кг.
- Максимальный диаметр перерабатываемых ветвей. Стандартом для электрических измельчителей является диаметр в 40 мм. Бензиновые измельчители пропускают через себя ветви диаметром до 75 мм. На пропускаемый диаметр влияет также количество режущих ножей внутри конструкции: больше ножей — больше диаметр ветвей.
- Количество и тип ножей — влияет на качество и скорость измельчения растительных остатков.